# St. Johannes der Täufer (Oppolding)

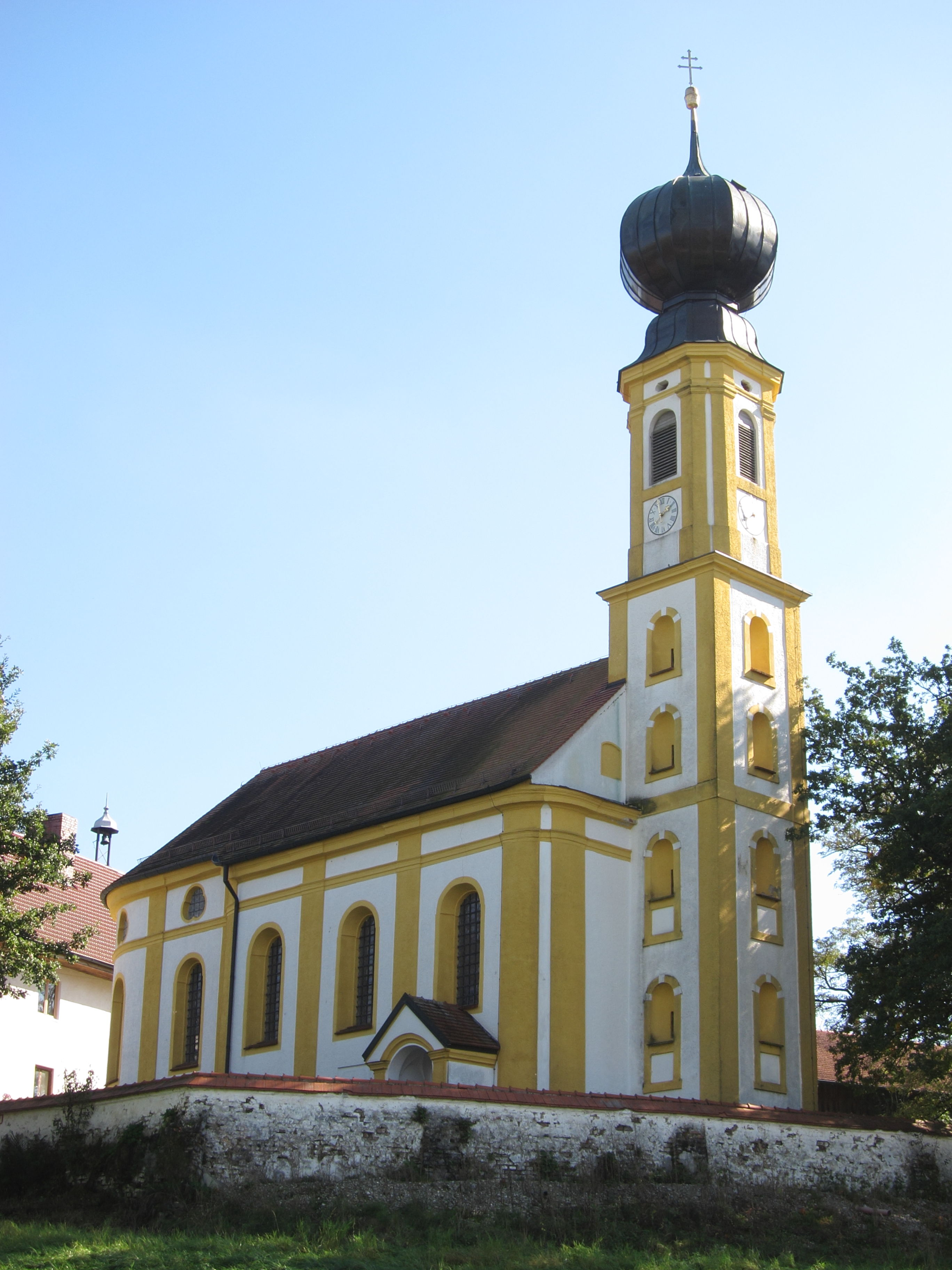
Ansicht von Nordwesten

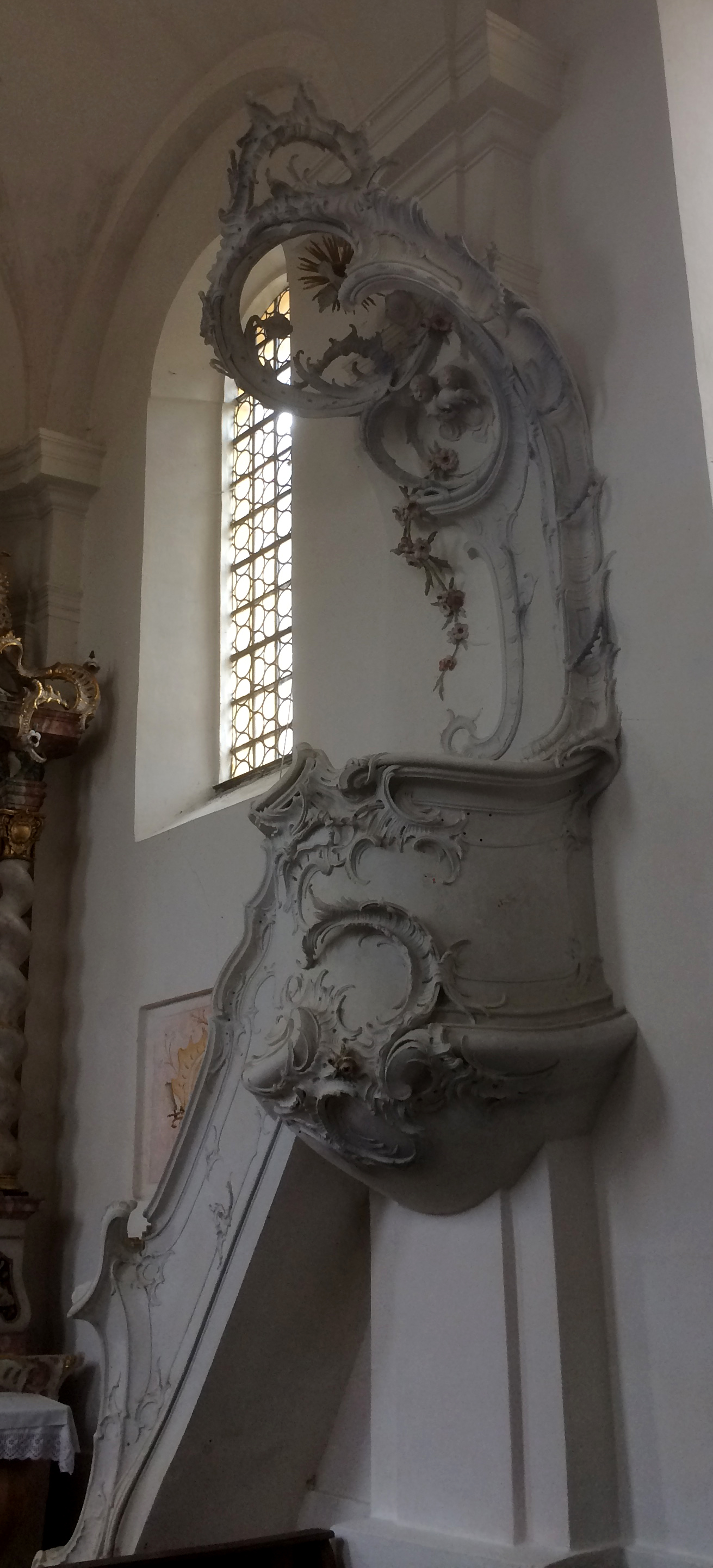
Stuckkanzel von 1765

Die katholische Filialkirche St. Johannes der Täufer in der Einöde  Oppolding im Landkreis Erding (Oberbayern) ist im Stil des Rokoko erbaut und ausgestattet. Besondere Bedeutung, sogar weit über die Region hinaus, kommt einem ihrer Ausstattungsstücke zu, nämlich der ganz aus Stuck gearbeiteten Kanzel. Diese ist zweifellos unter die elegantesten Rokoko-Kanzelschöpfungen Süddeutschlands zu rechnen und gilt als Hauptwerk des Johann Anton Pader, der deshalb manchmal in der Fachliteratur auch als Meister von Oppolding bezeichnet wird.

Neben  Hörgersdorf und Eschlbach gehört das Oppoldinger Gotteshaus zu einer interessanten Gruppe von drei Kirchen mit Rokoko-Ausstattung im Erdinger Hinterland, die sich alle in einer Entfernung von weniger als fünf Kilometern zueinander befinden und sämtlich auf die Initiative ein und desselben Pfarrherren zurückgehen.

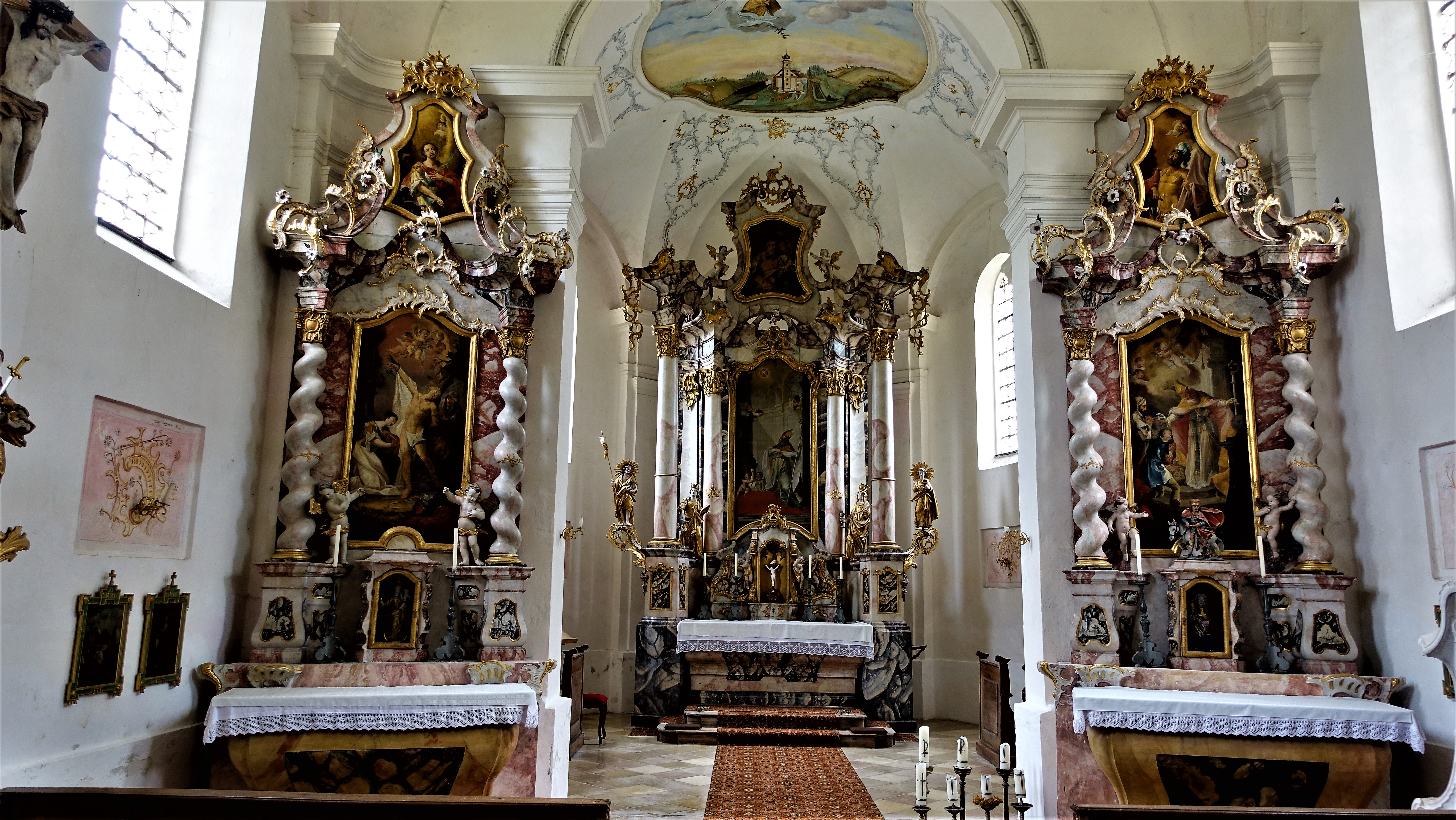
Rokoko-Saalbau mit Zwiebelturm, in barockem Stil von Johann Baptist Lethner (1764)

## Bauwerk
Auf Veranlassung von Max Ludwig Dapsal, dieser war von 1745 bis 1787 Pfarrherr im damaligen Pfarrort Eschlbach, errichtete im Jahre 1764 der Erdinger Stadtmaurermeister Johann Baptist Lethner die Kirche als fundamentalen Neubau in einheitlichen Rokokoformen.
Es handelt sich um einen traditionell geosteten Saalbau zu drei Fensterachsen mit leicht eingezogenem, halbrunden Chor und imposanter, auf Fernwirkung angelegter, westlicher Einturmfront. Ganz oberbayerischer Tradition entspricht dabei die Anordnung der beiden Eingangstüren unter den Fenstern der westlichen Saalachse als Seitentüren unter der Westempore, anstatt ein zentrales Hauptportal in der Mittelachse vom Erdgeschoss des Turms her anzulegen. Ebenso regionaltypisch ist die Gestaltung des Baukörpers durch oben leicht eingezogene Rundbogenfenster, umlaufende Lisenen und Rechteckblenden sowie die Anlage dreipass-förmiger Blindfenster in der sich aus der seitlichen Einziehung des Apsidialchors bei durchlaufendem Dach ergebenden höheren Frieszone am Chor. Südlich ist dem Chor eine zweigeschossige Sakristei angefügt. Am schlanken, eleganten, im Freigeschoss an den Kanten abgeschrägten Westturm mit einer prallen Zwiebelhaube finden sich die für Johann Baptist Lethner typischen Rundbogennischen mit Lichtscharten.
Trotz seiner nach außen hin eher einfachen Gestaltung – der Baumeister verwendet durchweg auch sonst in dieser Zeit im süddeutschen Raum häufig eingesetzte Gestaltungsmittel – fällt dieser Bau bereits aus der Ferne vor allem durch seine in der Höhe deutlich gestreckten, gleichzeitig aber zueinander fein abgestimmten, ausgewogenen und damit edlen Proportionen auf.

## Ausstattung

### Stuckkanzel

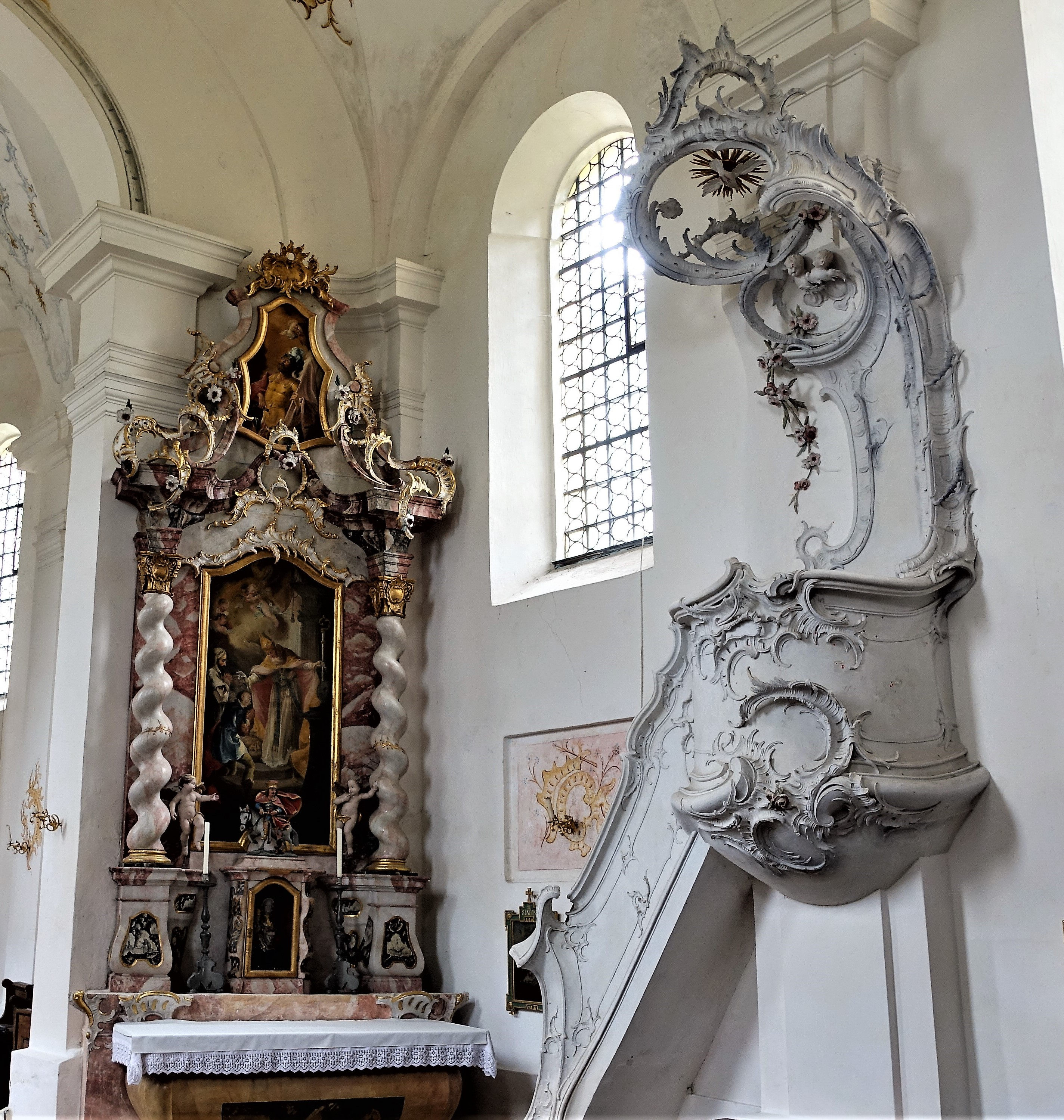
„Wessobrunner Schule“, geschwungene Rocaille als Schalldeckel

Die Stuckkanzel von 1765 ist das Meisterstück von Johann Anton Pader. Die Treppenbrüstung und der Korb sind asymmetrisch geschweift und mit Rocaillen besetzt, an Stelle des Schalldeckels tritt eine volutenartig aufgelöste Rocaille-Bekrönung. Nach A. Henle ist ein Einfluss von Ignaz Günther anzunehmen.

### Altar
Der Hochaltar ist ein in die Tiefe gestaffelter, hoher Säulenaufbau, den Mathias Fackler aus Dorfen schuf. Franz Xaver Zellner aus Erding wendete hier das Marmorieren in hoher Vollendung an, wie es sonst selten zu finden ist. Von Ferne gesehen stellt Zellner dunkles Gestein dar, das einen zerklüfteten Eindruck macht. Bei näherer Betrachtung ist zu erkennen, dass in den Hohlräumen der Felsgebilde Architekturen, Landschaften, Figuren und Schiffe dargestellt werden.

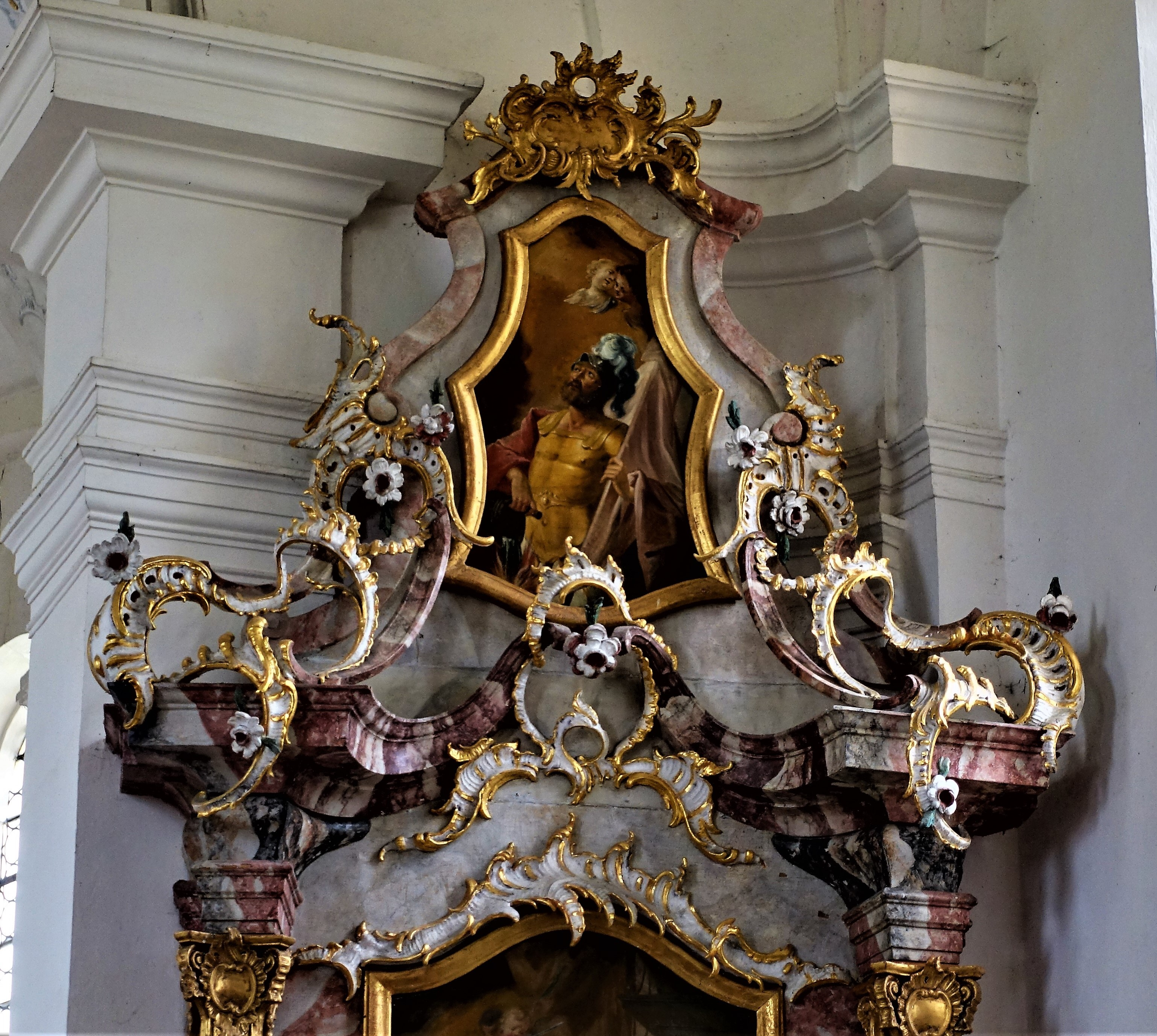
Rocailleaufsatz am Seitenaltar links, St. Johann, Oppolding

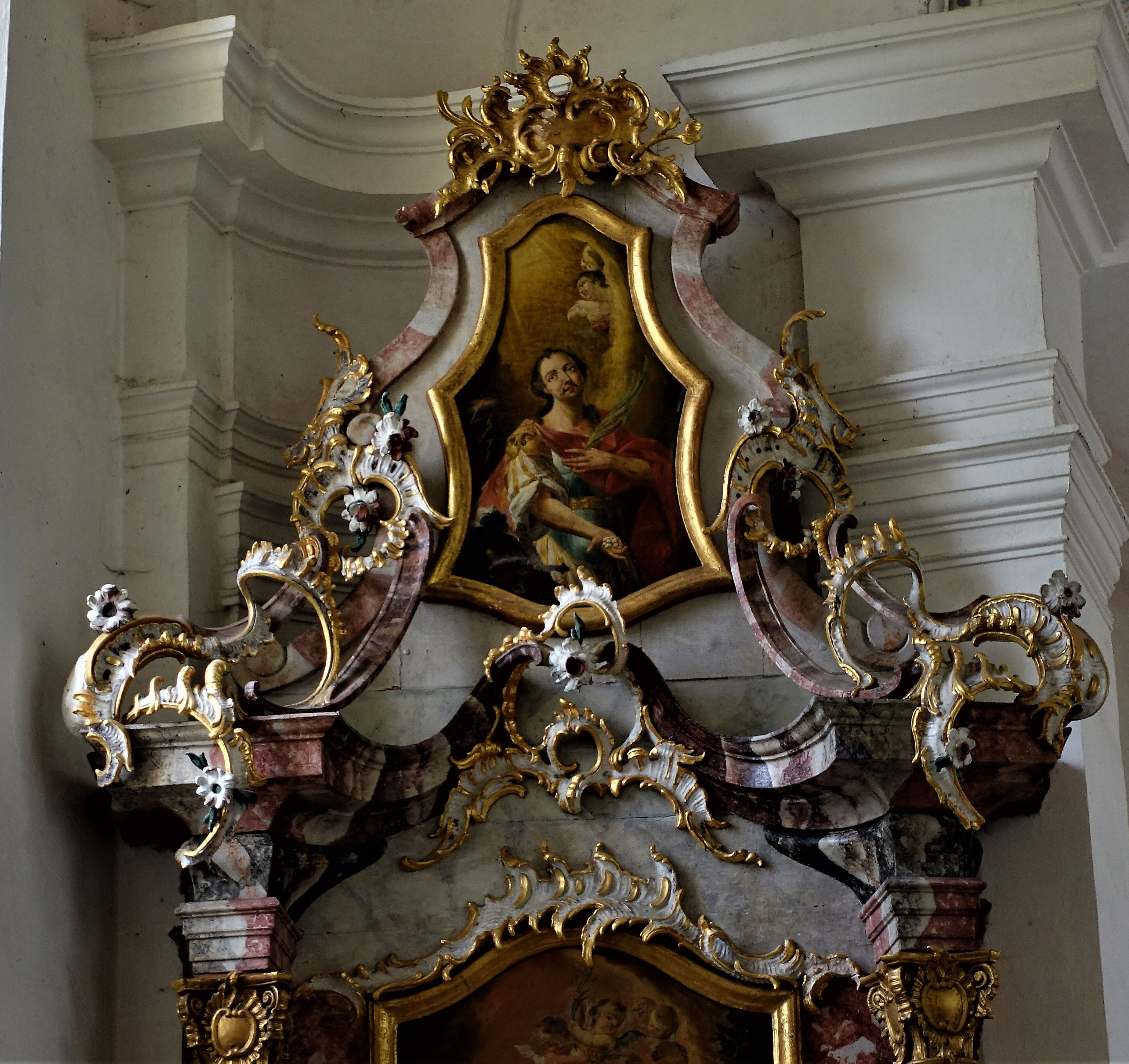
Rocailleaufsatz am Seitenaltar rechts, St. Johann, Oppolding

## Renovierung
Bei der letzten Renovierung 1955 entdeckte Josef Blatner die Signatur JAP | D, womit der Meister von Oppolding als Johann Anton Pader identifiziert werden konnte.